# Бергман, Гэри
Гэри Гуннар Бергман (англ. Gary Gunnar Bergman; 7 октября 1938, Кенора, Онтарио, Канада — 8 декабря 2000, Детройт, Мичиган, США) — канадский хоккеист, защитник.

## Биография
Родился 7 октября 1938 года в Кеноре.
Игровую карьеру начал в клубе юниорской лиги «Виннипег Брейвз». Оттуда его в 1958 году позвали в команду Западной хоккейной лиги «Виннипег Уорриорз». В 1960—1964 годах выступал в Американской хоккейной лиге за клубы «Буффало Байсонс», «Кливленд Бэронс», «Квебек Эйсес» и «Спрингфилд Индианс». В 1964 году пришёл в НХЛ и стал игроком «Детройт Ред Уингз». В 1973 году играл в Матче всех звёзд НХЛ. В том же году перешёл в «Миннесота Норт Старз», где провёл один неполный сезон. В 1974 году вернулся в «Детройт Ред Уингз», сезон 1975/76 провёл в клубе «Канзас-Сити Скаутс». После чего завершил карьеру. Всего в НХЛ сыграл 838 матчей, забросил 68 шайб, отдал 299 голевых передач.
В 1972 году играл за сборную Канады в Суперсерии с командой СССР. Был хорошим тактиком и сторонником жёсткой игры.
Скончался 8 декабря 2000 года в Детройте.